# Nesovice
Nesovice (deutsch Nessowitz) ist eine Gemeinde in Tschechien. Sie liegt sechs Kilometer östlich von Bučovice und gehört zum Okres Vyškov.

## Geographie
Nesovice befindet sich am Nordrand des Naturparks Ždánický les zwischen den Litenčické vrchy und dem Ždánický les (Steinitzer Wald) im Tal der Litava (Leitha). Das Dorf erstreckt sich entlang des Baches Pavlovický potok bzw. Hvězdlička bis zu dessen Mündung in die Litava. Nordöstlich erheben sich die Kopánky (349 m) und Soudny (328 m), südöstlich die Vysoká (347 m), im Süden der Nebštich (377 m), südwestlich der Strašník (340 m), westlich der Černecký hájek (355 m) und im Nordwesten der Milonický hájek (344 m). Durch Nesovice führen die Straße E 50/I/50 von Brno nach Uherské Hradiště sowie die Bahnstrecke Brno – Veselí nad Moravou.
Nachbarorte sind Uhřice und Komorov im Norden, Dobročkovice im Nordosten, Nové Zámky im Osten, Nemotice und Snovídky im Südosten, Letošov im Süden, Nevojice und Vícemilice im Südwesten, Bučovice und Černčín im Westen sowie Kojátky und Milonice im Nordwesten.

## Geschichte

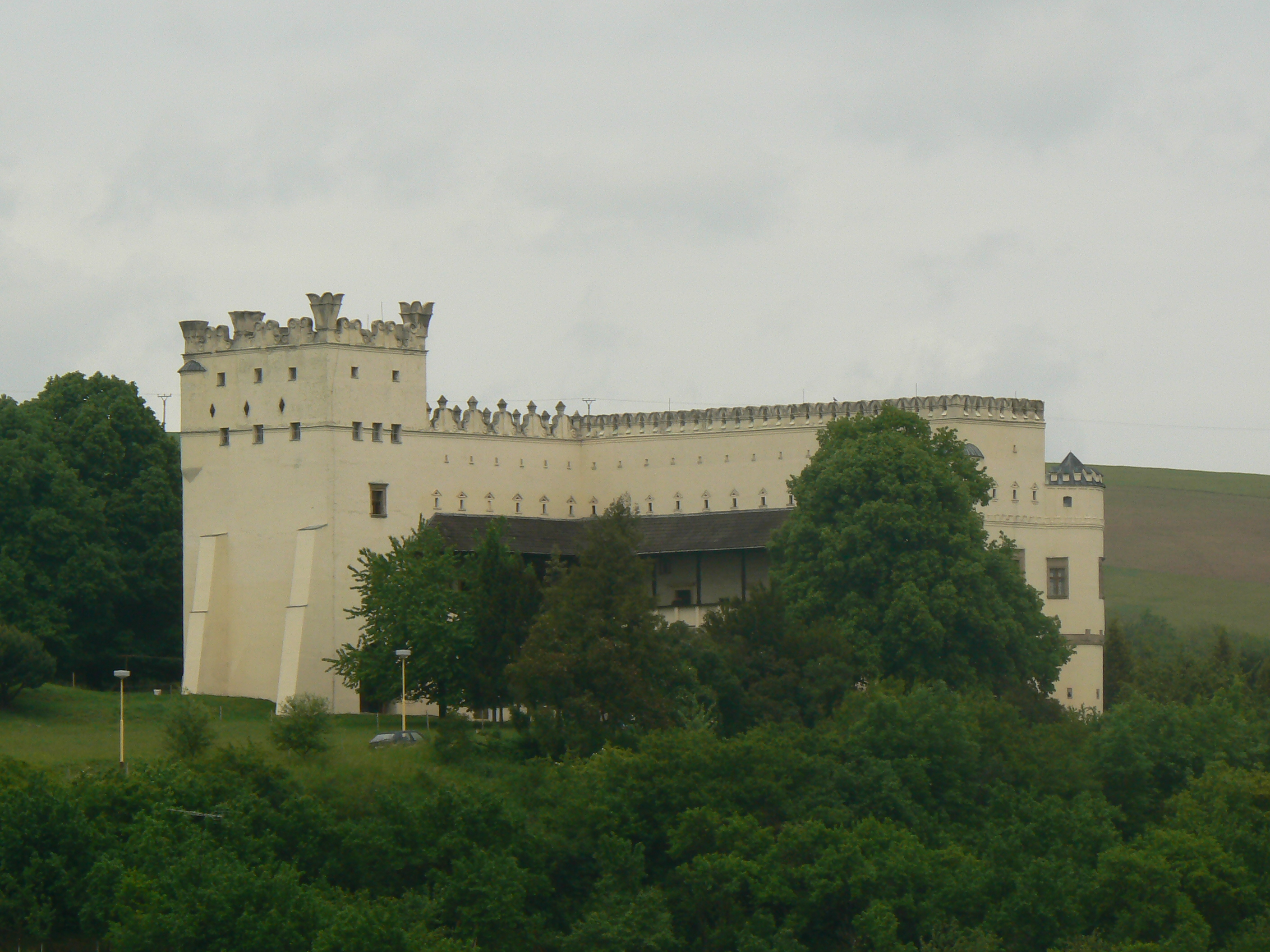
Schloss Nové Zámky

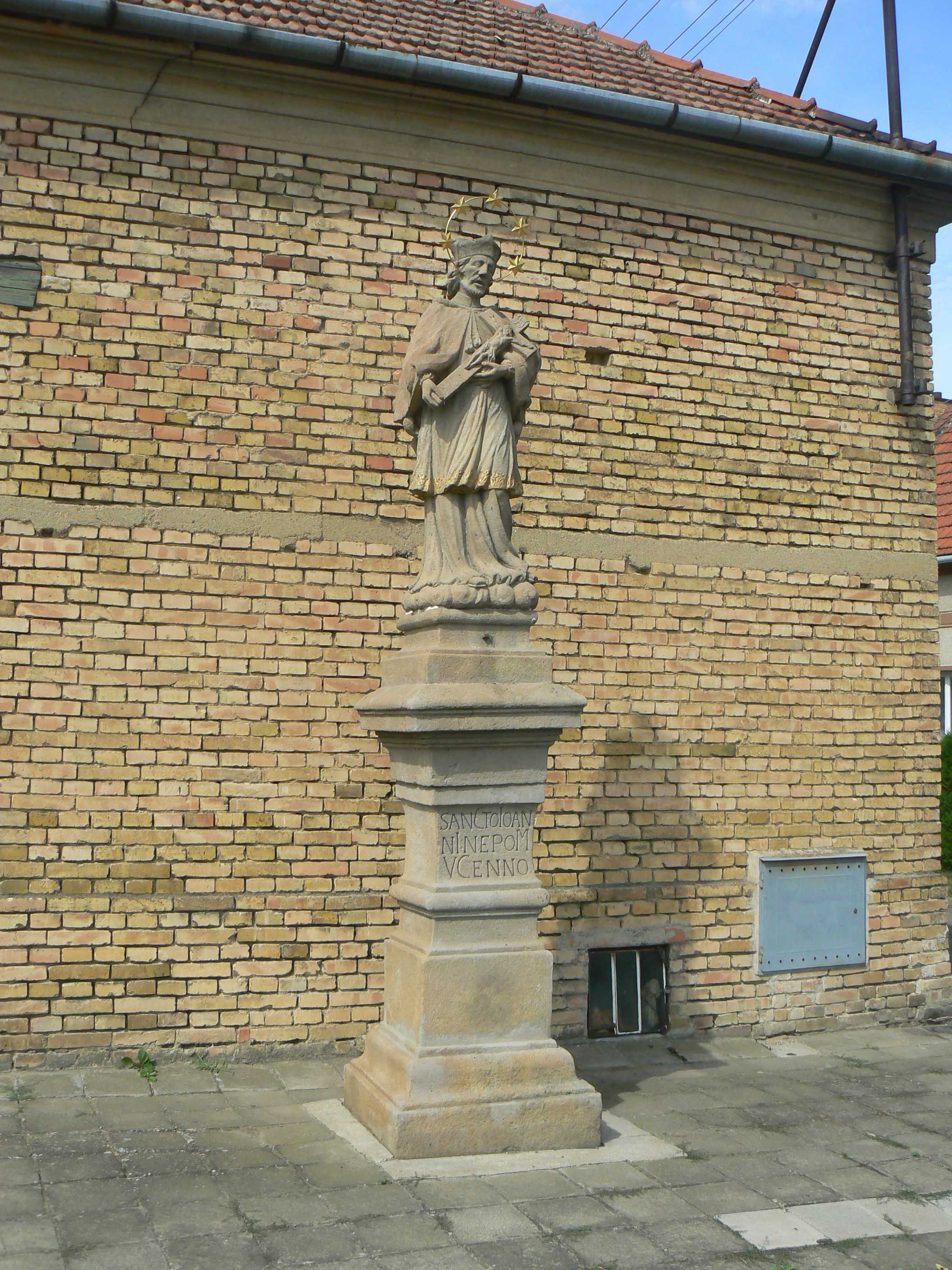
Statue des hl. Johannes von Nepomuk

Die erste schriftliche Erwähnung des Dorfes erfolgte im Jahre 1131. Zusammen mit Milonice wurde Nesovice 1365 als Besitz des Jeschek Klüsche genannt. Zusammen mit Chvalkovice, Komorov, Kozojedy, Bohdalice, Nemotice und Ždánice gehörte Nesovice im 15. Jahrhundert zu den Besitzungen des Rittergeschlechts von Zástřizl. Diese verkauften Nesovice in der Mitte des 16. Jahrhunderts an Záviš von Víckov auf Dobročkovice. Dieser ließ westlich des Dorfes auf einer Terrasse über der Litava und dem Teich Kynický rybník ein mächtiges vierflügeliges Renaissanceschloss erbauen, das nach seinem Tode im Jahre 1569 unvollendet blieb. 1575 verkaufte Přemek von Víckov die Herrschaft an die Brüder Heinrich und Sigismund von Zástřizl. Im Jahre 1588 bestand Nesovice aus 35 Anwesen und hatte etwa 180 Einwohner. 1645 plünderten und verwüsteten die Schweden die Gegend. Zu Beginn des 18. Jahrhunderts lebten in Nesovice etwa 160 Menschen. Nach zahlreichen Besitzerwechseln erwarb 1798 Alois Joseph von Liechtenstein die Güter für 135.000 Gulden und schloss sie seiner Herrschaft Butschowitz an. 1834 lebten in den 83 Häusern von Nesovice und Nové Zámky 498 Menschen. Ab dem 19. Jahrhundert bestand in Nesovice eine Ziegelei. Gepfarrt ist Lesonice seit eh und jeh nach Milonice.
Nach der Aufhebung der Patrimonialherrschaften bildete Nesovice mit dem Ortsteil Nové Zámky ab 1850 eine Gemeinde in der Bezirkshauptmannschaft Wischau. 1855 wurde die Straße von Letošov über Nové Zámky nach Snovídky gebaut. In den 1870er Jahren wurde im Tal der Litava eine Eisenbahnstrecke errichtet, die von Brünn über Ungarisch Hradisch nach dem Wlarapass führte. 1878 wurde der Bahnverkehr aufgenommen. Die Liechtensteiner vereinten 1890 die Herrschaften Steinitz und Butschowitz zum Gut Butschowitz-Steinitz. 1889 erfolgte die Herstellung einer Straßenverbindung nach Milonice. Die Freiwillige Feuerwehr gründete sich 1896. In den 67 Häusern von Nesovice lebten im Jahre 1901 335 Personen. Der Ortsteil Nové Zámky bestand aus 63 Häusern mit 309 Einwohnern. Im Jahre 1909 wurde in Nesovice eine Schule errichtet, zuvor war Milonice auch Schulort. Während des Ersten Weltkrieges waren in Nesovice 30 italienische Kriegsflüchtlinge untergebracht. 1933 kaufte die Gemeinde den Wald Vysoká von den Fürsten von Liechtenstein. Ein Teil davon wurde gerodet und der Ortsteil Nové Zámky entlang der Straße nach Snovídky südlich auf das linke Ufer der Litava erweitert. Dadurch wuchsen Nesovice und Nové Zámky zusammen. 1938 wurde südlich des Dorfes die Fernstraße von Bučovice nach Brankovice angelegt, der drei Häuser des Dorfes weichen mussten. In dieser Zeit begann auch der zweigleisige Ausbau der Bahnstrecke. Letošov wurde 1942 eingemeindet. Zwischen 1950 und 1960 gehörte die Gemeinde zum Okres Bučovice und kam nach dessen Aufhebung mit Beginn des Jahres 1961 zum Okres Vyškov zurück. Im Jahre 1960 hatte die Gemeinde 1522 Einwohner. Die Ziegelei wurde in den 1990er Jahren stillgelegt und in eine Fabrik für Spezialglas umgewandelt. 1991 wurden im Ortsteil Nesovice mit Nové Zámky 855 Einwohner gezählt. Beim Zensus von 2001 lebten in den 306 Häusern von Nesovice und Nové Zámky 790 Personen.

## Gemeindegliederung
Die Gemeinde Nesovice besteht aus den Ortsteilen Letošov (Letoschau) und Nesovice (Nessowitz) sowie der Ansiedlung Nové Zámky (Neuschloß) und der Ortslage V Koutě.

## Sehenswürdigkeiten

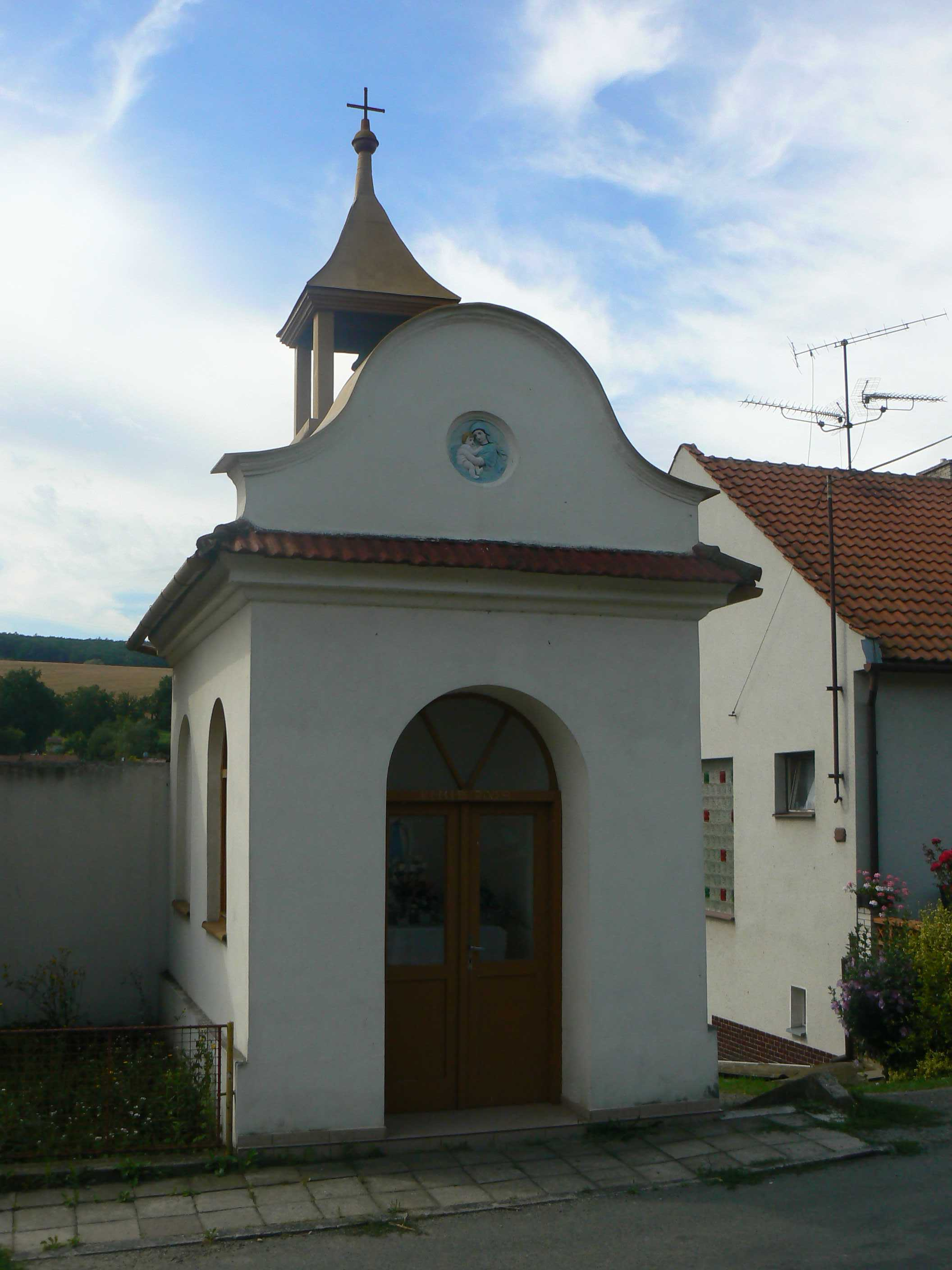
Kapelle Mariä Wiegenfest in Nové Zámky

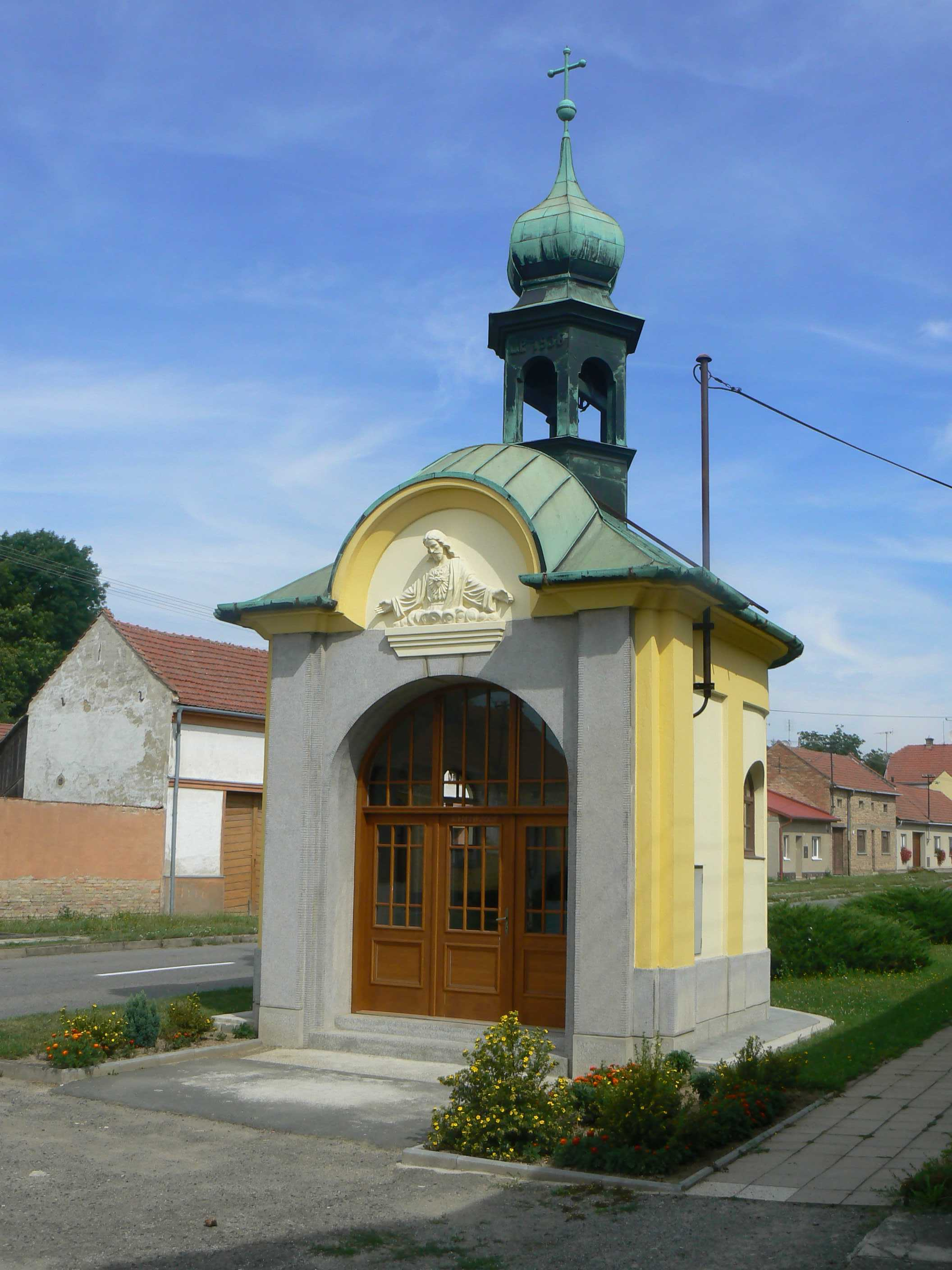
Kapelle des hl. Johannes von Nepomuk

- Renaissanceschloss Nové Zámky in Nové Zámky, der unvollendete Bau entstand in den Jahren 1561–1569 und ist in seiner Bauart in Mähren einzigartig.
- Statue des hl. Johannes von Nepomuk, sie befand sich ursprünglich in der alten, seit 1850 nachweislichen Kapelle und wurde im Jahre 2000 restauriert.
- Kapelle des hl. Johannes von Nepomuk am Dorfanger von Nesovice, errichtet 1936. Finanziert wurde der Bau durch den aus Nesovice stammenden Abt des Prämonstratenserklosters Nová Říše, Pavel Souček.
- Kapelle Mariä Wiegenfest in Nové Zámky, sie wurde 1912 errichtet und im Jahre 2000 instand gesetzt.
- Denkmal für die Opfer des Ersten Weltkrieges, errichtet 1923
- Naturreservate Roviny und Malhotky, westlich des Dorfes
- Naturpark Ždánický les

## Söhne und Töchter der Gemeinde
- Pavel Souček (1873–1943), Abt des Prämonstratenserklosters Nová Říše. Der als Jan Souček geborene nahm später den Ordensnamen Pavel an. Er wurde 1929 zum Abt von Nová Říše gewählt. Zusammen mit vier weiteren Mönchen des Klosters wurde Souček 1943 im KZ Auschwitz ermordet.
- Antonín Závodný (1922–1990), Komponist